# Thou Shalt Not Steal (film 1913 Buckland)
Thou Shalt Not Steal è un cortometraggio muto del 1913 diretto da Warwick Buckland.

## Trama
Frank deruba il suo vicino di casa per nutrire la madre malata. La donna si rivela essere l'ex moglie del vicino.

## Produzione
Il film fu prodotto dalla Hepworth.

## Distribuzione
Distribuito dalla Hepworth, il film - un cortometraggio in una bobina - uscì nelle sale cinematografiche britanniche nel febbraio 1913.
Si conoscono pochi dati del film che, prodotto dalla Hepworth, fu distrutto nel 1924 dallo stesso produttore, Cecil M. Hepworth. Fallito, in gravissime difficoltà finanziarie, il produttore pensò in questo modo di poter almeno recuperare il nitrato d'argento della pellicola.